# Éva Büchi
Pour les articles homonymes, voir Büchi.
 (septembre 2024).
La mise en forme du texte ne suit pas les recommandations de Wikipédia : il faut le « wikifier ».
Les points d'amélioration suivants sont les cas les plus fréquents. Le détail des points à revoir est peut-être précisé sur la page de discussion.
- Les titres sont pré-formatés par le logiciel. Ils ne sont ni en capitales, ni en gras.
- Le texte ne doit pas être écrit en capitales (les noms de famille non plus), ni en gras, ni en italique, ni en « petit »…
- Le gras n'est utilisé que pour surligner le titre de l'article dans l'introduction, une seule fois.
- L'italique est rarement utilisé : mots en langue étrangère, titres d'œuvres, noms de bateaux, etc.
- Les citations ne sont pas en italique mais en corps de texte normal. Elles sont entourées par des guillemets français : « et ».
- Les listes à puces sont à éviter, des paragraphes rédigés étant largement préférés. Les tableaux sont à réserver à la présentation de données structurées (résultats, etc.).
- Les appels de note de bas de page (petits chiffres en exposant, introduits par l'outil «  Source ») sont à placer entre la fin de phrase et le point final[comme ça].
- Les liens internes (vers d'autres articles de Wikipédia) sont à choisir avec parcimonie. Créez des liens vers des articles approfondissant le sujet. Les termes génériques sans rapport avec le sujet sont à éviter, ainsi que les répétitions de liens vers un même terme.
- Les liens externes sont à placer uniquement dans une section « Liens externes », à la fin de l'article. Ces liens sont à choisir avec parcimonie suivant les règles définies. Si un lien sert de source à l'article, son insertion dans le texte est à faire par les notes de bas de page.
- La présentation des références doit suivre les conventions bibliographiques. Il est recommandé d'utiliser les modèles {{Ouvrage}}, {{Chapitre}}, {{Article}}, {{Lien web}} et/ou {{Bibliographie}}. Le mode d'édition visuel peut mettre en forme automatiquement les références.
- Insérer une infobox (cadre d'informations à droite) n'est pas obligatoire pour parachever la mise en page.

Pour une aide détaillée, merci de consulter Aide:Wikification.
Si vous pensez que ces points ont été résolus, vous pouvez retirer ce bandeau et améliorer la mise en forme d'un autre article.
Éva Buchi (orthographe allemande : Eva Büchi) est une linguiste et lexicographe suisse spécialisée dans les langues romanes.

## Biographie
Elle entame en 1983 une formation d'enseignante. De 1987 à 1993, elle a travaillé comme assistante de recherche et rédactrice sur le projet de dictionnaire étymologique français FEW (Französisches etymologisches Wörterbuch) à Bâle. 
Elle obtient en 1997 le doctorat en linguistique française de l'Université de Berne. 
Ses recherches ultérieures portent principalement sur la lexicographie et l’histoire des langues romanes.
De 1993 à 1995, avec le soutien du Fonds national suisse de la recherche scientifique, Buchi continue à améliorer le FEW. Elle est désormais rattachée à l'Institut national de la langue française (INaLF) à Nancy.
Depuis 1995, elle est chercheuse au Centre national de la recherche scientifique (CNRS) au sein de l'INaLF, devenu ensuite ATILF (Analyse et traitement informatique de la Llangue française). Elle y travaille principalement sur le Dictionnaire étymologique roman (DÉRom). Depuis 2005, elle est directrice de recherche à l'ATILF. De 2013 à 2017, elle dirige l'institut.
De 1999 à 2003, Buchi a également travaillé comme chargé de cours à l'université Marc Bloch de Strasbourg. En 2003, elle obtient à la Sorbonne son habilitation à diriger des recherches, sous la direction de Jean-Pierre Chambon.
En 2007, la Société de linguistique romane (SLiR) lui décerne le prix Albert-Dauzat. En 2019, elle est élue membre de l'Academia Europaea.

## Travaux
Éva Buchi est l'autrice de nombreuses notices du Dictionnaire étymologique français.
Ce qui suit est une sélection de ses autres travaux universitaires.
- Buchi, Éva, et Wolfgang Schweickard. 2009. Romanistique et étymologie du fonds lexical héréditaire : du REW au DÉRom (Dictionnaire Étymologique Roman). (Philologie romane et étymologie du lexique hérité : du REW au DÉRom (Dictionnaire étymologique roman). ) Dans Carmen Alén Garabato, Teddy Arnavielle & Christian Camps (dir.), La Romanistique dans tous ses états, Paris : L'Harmattan : 97‐110.
- Buchi, Eva. 2010. Là où le latin de César n'a pas sa place : une approche comparative de l'étymologie romane basée sur la grammaire. Dans Charles Brewer (éd.), Actes choisis de la cinquième conférence internationale sur la lexicographie et la lexicologie historiques, tenue au St Anne's College, Oxford, du 16 au 18 juin 2010, Oxford : Oxford University Research Archive.
- Buchi, Eva. 2016. Dictionnaires étymologiques. Dans Philip Durkin (éd.), Le manuel d'Oxford de lexicographie, Oxford : Oxford University Press : 338-349.